# スティーブン・ロー
スティーブン・ロー（Stephen Law, 1960年12月12日 - ）は、イギリスの哲学者。現在、オックスフォード大学生涯教育学部高等教育修了証ディレクター兼哲学部長。以前には、2018年6月に閉鎖されるまで、ロンドン大学ヘイスロップ・カレッジの哲学科上級講師（Reader）および哲学科長を務めた。また、哲学ジャーナル『Think』の編集にも携わっている。同誌は、王立哲学研究所の後援のもと、ケンブリッジ大学出版局が発行している。ローは王立芸術商学会のフェローであり、2008年にはCentre for Inquiry UKのプロボストに就任した。2023年にはサイコップのフェローとなった。

## 生涯
ローは1960年12月12日にイギリスのケンブリッジで生まれ、同地のロングロード・シックスフォーム・カレッジに通った。しかし、「退学を命じられ」、郵便配達員として働き始めた。24歳のとき、Aレベルがないにもかかわらず、ロンドン大学シティ校の哲学BSc課程に入学を認めてもらうことに成功した。そこで彼は第一級の優等学位を獲得し、続いてオックスフォード大学トリニティ・カレッジに進学し、哲学のBPhilを取得した。また、オックスフォード大学クイーンズ・カレッジで3年間ジュニア・リサーチ・フェローを務め、哲学博士号を取得した。現在、ローは妻と2人の娘とともに英国オックスフォードに住んでいる。

## 哲学
ローは、さまざまな学術論文と、一般向けの入門書（3冊の子供向け哲学書を含む）の両方を出版している。ローは多くのキリスト教弁証論者や神学者と議論してきた。彼は「邪神の挑戦」という思考実験を開発した。

## 著作
- The Philosophy Files 1 (2000) ISBN 1-84255-053-5
- The Philosophy Files 2 (2006) (formerly called The Outer Limits) ISBN 1-84255-525-1
- The Outer Limits: More Mysteries from the Philosophy Files (2003) ISBN 1-84255-062-4
- The Philosophy Gym (2003) ISBN 0-7472-3271-7
中山元訳『考える力をつける哲学問題集』筑摩書房、2013年
- The Xmas Files  (2003) ISBN 0-297-84722-8
- The War For Children's Minds (2006) ISBN 0-415-37855-9
- Philosophy (Eyewitness Companion Guides) (2007) ISBN 1-4053-1763-9 translated also into Hungarian (Filozófia, 2008)
脇崇晴ほか訳『ビジュアルではじめてわかる哲学――あなたは哲学を「目撃」する！』東京書籍、2014年
- The Great Philosophers (2008) ISBN 1-84724-398-3
- Israel, Palestine and Terror (2008) ISBN 0-82649-793-4
- Really, Really Big Questions (2009) ISBN 0-75341-781-2
- A Very Short Introduction to Humanism (2011) ISBN 0-19-955364-5
- Believing Bullshit: How Not to Get Sucked into an Intellectual Black Hole (2011) Prometheus Books: New York. ISBN 1-61614-411-4